# 陳廷樞 (嘉慶廣東副榜)
陳廷樞（？—？），廣東省興寧縣人，嘉慶十三年戊辰科廣東鄉試第八名副榜，考授鑲白旗教習，歷署四川嘉定府鹽捕分府，道光五年任梓潼縣、鄰水縣、隆昌縣、大邑縣、峨眉縣等縣知縣。道光十年庚寅重修興寧縣學宮，捐銀壹百伍拾兩。